# Unaussprechlichen Kulten
Unaussprechlichen Kulten (alemán: Cultos sin nombre, o cultos innombrables), es un grimorio ficticio creado por el escritor norteamericano Robert E. Howard e incorporado por H.P. Lovecraft al corpus de los Mitos de Cthulhu.
Aparece por primera vez en el cuentos de Howard Los hijos de la noche (The Children of the Night, 1931) La piedra negra (The Black Stone, 1931), mencionado como Cultos sin nombre. El círculo de Lovecraft se esforzó en buscar el título completo sería Von unaussprechlichen Kulten.

## Historia ficticia
Fue escrito por Friedrich von Juntz. Su primera edición alemana fue publicada en Düsseldorf en 1839. Bridewall editó en Londres, en 1845, una mala traducción inglesa con numerosos errores. Con posterioridad, Golden Goblin Press publicó una versión censurada en Nueva York, en 1909. Se conserva una copia en la biblioteca de la Universidad de Miskatonic.